# Camposilvano (Velo Veronese)
Camposilvano is een plaats (frazione) in de Italiaanse gemeente Velo Veronese.